# Eucosma lugubrana
Eucosma lugubrana is een vlinder uit de familie bladrollers (Tortricidae). De wetenschappelijke naam is voor het eerst geldig gepubliceerd in 1830 door Treitschke.
De soort komt voor in Europa.